# The Telephone, or L'Amour à trois
The Telephone, or L'Amour à trois (título original en inglés; en español, El teléfono, o El amor a tres) es una ópera cómica en un acto con música y libreto en inglés de Gian Carlo Menotti. Se estrenó en el Heckscher Theatre de Nueva York el 18 de febrero de 1947.
Esta ópera se representa muy poco; en las estadísticas de Operabase aparece con sólo 9 representaciones en el período 2005-2010.

## Personajes
| Personaje | Tesitura              | Reparto del estreno, 18 de febrero de 1947 (Director: Jascha Zayde) |
| --------- | --------------------- | ------------------------------------------------------------------- |
| Lucy      | soprano de coloratura | Marilyn Cotlow                                                      |
| Ben       | barítono              | Frank Rogier                                                        |